# George III van Anhalt
George III van Anhalt bijgenaamd de Godszalige (Dessau, 15 augustus 1507 - aldaar, 17 oktober 1553) was van 1516 tot 1544 vorst van Anhalt-Dessau en van 1544 tot aan zijn dood vorst van Anhalt-Plötzkau. Hij behoorde tot het huis Ascaniërs

## Levensloop
George III was de derde zoon van vorst Ernst van Anhalt-Dessau en diens echtgenote Margaretha, dochter van hertog Hendrik van Münsterberg. Na de dood van zijn vader in 1516 werd hij samen met zijn oudere broer Johan IV en zijn jongere broer Joachim vorst van Anhalt-Dessau. Zolang de broers minderjarig waren, werden ze onder het regentschap van hun moeder geplaatst. In 1530 begonnen ze zelfstandig te regeren. In 1544 besloten de drie broers Anhalt-Dessau onderling te verdelen, waarbij George het vorstendom Anhalt-Plötzkau kreeg toegewezen. 
In 1518 werd George III, die door zijn vrome moeder katholiek opgevoed werd, benoemd tot kanunnik in de Dom van Merseburg en later ging hij canoniek recht studeren aan de Universiteit van Leipzig. In 1524 werd George tot priester gewijd en kort daarop werd hij tot proost van de Dom van Maagdenburg benoemd. Als nauw adviseur van de Maagdenburgse bisschop Albrecht van Brandenburg bekampte hij de eerste opstoten van de Reformatie.
Onder de invloed van zijn vroegere leraar, adviseur en vriend Georg Helt en door zijn vriendschappen met Maarten Luther en Philipp Melanchthon bekeerde George zich na de dood van zijn moeder in 1530 tot het lutheranisme. In 1534 voerde George III als een van de laatste vorsten van Anhalt de Reformatie door in zijn gebieden. Nadat de latere keurvorst August van Saksen in 1544 als diocesaan administrator van het prinsbisdom Merseburg de Reformatie doorvoerde, werd George in 1545 in de Dom van Merseburg door Maarten Luther persoonlijk tot coadjutor van Merseburg aangesteld. Na het protestantse verlies in de Schmalkaldische Oorlog werd Merseburg opnieuw katholiek en verloor George in 1549 zijn ambt van coadjutor. Hij trok zich vervolgens terug in het kasteel van Warmsdorf, waar hij zijn laatste levensjaren doorbracht. Na de dood van zijn broer Johan IV werd George in 1551 samen met zijn broer Joachim regent van het vorstendom Anhalt-Zerbst, in naam van hun minderjarige neven Karel, Joachim Ernst en Bernhard VII.
In oktober 1553 stierf George III op 46-jarige leeftijd in het Slot van Dessau, ongehuwd en kinderloos. Hij werd bijgezet in de Mariakerk van Dessau. Zijn neven Karel, Joachim Ernst en Bernhard VII volgden hem op als vorst van Anhalt-Plötzkau.